# Lacul Cuejdel
Lacul Cuejdel (denumit și Lacul Crucii), este unul dintre cele mai mari lacuri de baraj natural din România și este situat în Munții Stânișoarei în arealul comunei Gârcina, lângă Piatra Neamț. 
Reprezintă o arie naturală de protecție specială ce corespunde categoriei a IV-a IUCN (rezervație naturală de tip acvatic).

## Localizare și descriere
Rezervația este situată în bazinul hidrografic superior al Cuiejdiului – afluent pe stânga al Bistriței – respectiv, pe cursul mijlociu al pârâului Cuiejdel (afluent de stânga al Cuiejdiului). Zona de alimentare a lacului este delimitată la nord de Vârful Tarnițelor (1081 m) și Măgura Gârcina (873 m); la est de culmea Hălăgeanu (1017) și Vârful Muncelul (1067 m), la vest de Dealul Piciorul Crucii și Piciorul Rotund. 
Forma lacului este alungită în lungul văii principale pe direcția NV – SE, iar la confluența cu pâraiele Cuiejdel și Glodu, se ramifică pe cele două văi cu extinderea mai mare pe valea principală.  Dimensiunile (2011), sunt: lungime 1.004,82 m, lățimea între 19,25 m și 282,6 m cu o medie de 138,83 m, perimetrul de 2.801,1 m, suprafața de 13,95 ha, volumul de 1.413.255 mc, adâncimea maximă de 16,45 m,  cea medie fiind de 10,1 m,  altitudinea de 669 m 
Barajul are o înălțime cuprinsă între 25 m spre malul drept și 30 m spre malul stâng și o lungime de circa 80 m. 
Bazinul de alimentare al lacului are o suprafață de 8,75 km2 – majoritatea din subbazinului pârâului Cuiejdel și restul din subbazinele  pâraielor Glodu și ale afluenților mai mici de pe versanți. Scurgerea din cuveta lacului în albia Cuiejdelului se realizează printr-o deschidere de aproximativ 3 metri aflată la contactul barajului cu versantul drept al văii. În aval de lac mai există patru lacuri mici cu suprafețe de câteva sute de m2 cantonate pe treptele rezultate în urma alunecărilor. Ele sunt lipsite de altă alimentare decât cea meteorică și eventuală a unor mici izvoare.
Aici s-a creat un microclimat specific și o vegetație caracteristică mediului lacustru. Caracterele fizico-chimice și biologice încadrează lacul în clasa I de calitate a apei și categorie oligosaprobă, cu tendință spre mezotrofie.
Climatic, zona aparține ținuturilor montane joase aflate la contactul cu culoarul depresionar Cracău – Bistrița, având o temperatura medie anuală este de 7,5- 8 grd C și o cantitatea medie anuală de precipitații de circa 650 mm. Solurile reflectă condițiile pedogenetice ale zonei de contact respective, ele fiind brune – acide, brune podzolite și rego – soluri carbonatice. Zonă este împădurită cu păduri de fag pur alternând cu molid.

## Acces și facilități turistice
Se poate accesa cu mașina pe DN15C până la Crăcăoani și ulterior la stânga pe  valea Cracăului până la Magazia pe DC165 (Crăcăoani – Mitocul Bălan), de unde pe valea Cracăului Negru, se ajunge în satul Cracăul Negru și  si de aici prin pădure pana la lac (aproximativ 40 km)
Se mai poate ajunge combinat:
- auto pe drumul Piatra-Neamț – comuna Gârcina (DN15C) – satul Cuiejdiu (DC145) și, ulterior pe drumul forestier Cuiejdiu-Buhalnița
- ulterior  pedestru peste cumpăna apelor din valea Cuiejdiului (aproximativ 20 km) până pe malul drept la lacului.

Trei foișoare tip observator – din lemn amplasate pe câte un postament– străjuiesc câte un colț al lacului. Drumul care vine de la Crăcăoani, înconjoară aproape întreg malul stâng al lacului.
Începand din anul 2010, a fost demarat un proiect de amenajare a acestei arii ce vizează în primul rând modernizarea căilor de acces.

## Formare
Lacul s-a format în mai multe etape începând cu anul 1978 pe cursul mijlociu al pârâului Cuejdel (afluent de stânga al râului Cuejdiu), prin surpări și alunecări succesive pe partea stângă a văii la baza Culmii Munticelu. Alunecarea s-a produs între km 0,5 și 1,5 km amonte de confluența cu Cuiejdiul pe o suprafață de 35 de hectare, grosimea depozitelor variind între 5 – 25 m și chiar mai mult în zona barajului.
O a doua etapă importantă de formare a lacului a fost alunecarea din anul 1991, probabil cauzată de cutremurul din anul 1990 la care s-au adăugat ploile intense din anul următor. Cu această ocazie barajul natural format a blocat întreaga vale, determinând acumularea unei mari cantități de apă. 
Principala cauză a multiplelor alunecări de teren este de origine antropică, pe fondul defrișărilor produse pe versantul stâng îndeosebi în perioada 1950 – 1960, construcția vechiului drum forestier în această zonă secționând deluviul de alunecare din baza versantului, ceea ce a declanșat alunecarea inițială și seria de alunecări ulterioare. Construirea noului drum forestier în perioada 2003-2004, a condus la noi alunecări de teren.
Faza actuală a alunecării nu poate fi considerată de stabilizare totală, fenomenul putându-se activa din nou în condițiile în care  defrișările continuă.
Din cauza colmatării actual nu mai poate fi considerat cel mai mare lac de baraj natural din țară - ca volum de apă, rămânând în urma Lacului Roșu.

## Istoricul rezervației
Demersurile pentru protejarea zonei au fost începute din anul 2000, de către o echipă formată din 12 cercetători de la Laboratorul de Acvacultură și Ecologie Acvatică al Univeristății Alexandru I. Cuza din Iași alături de cei de la Muzeul de Științe ale Naturii din Piatra-Neamț.
Prin Hotărârea de Guvern 2151 din 30 noiembrie 2004, Lacul Cuejdel a fost declarat rezervație naturală. Din păcate, în rezervație sunt cuprinse numai luciul de apă și zona afectată de alunecările de teren, dar nu se prevede nici o zonă tampon în jurul ariei protejate. Din acest motiv, ecosistemul nou format este amenințat de defrișările din zonele limitrofe. Eroziunea solului în zona drumului forestier și tăierile masive de arbori au dus la un grad mare de colmatare a lacului, într-un timp neașteptat de scurt.